# Miguel Mucio

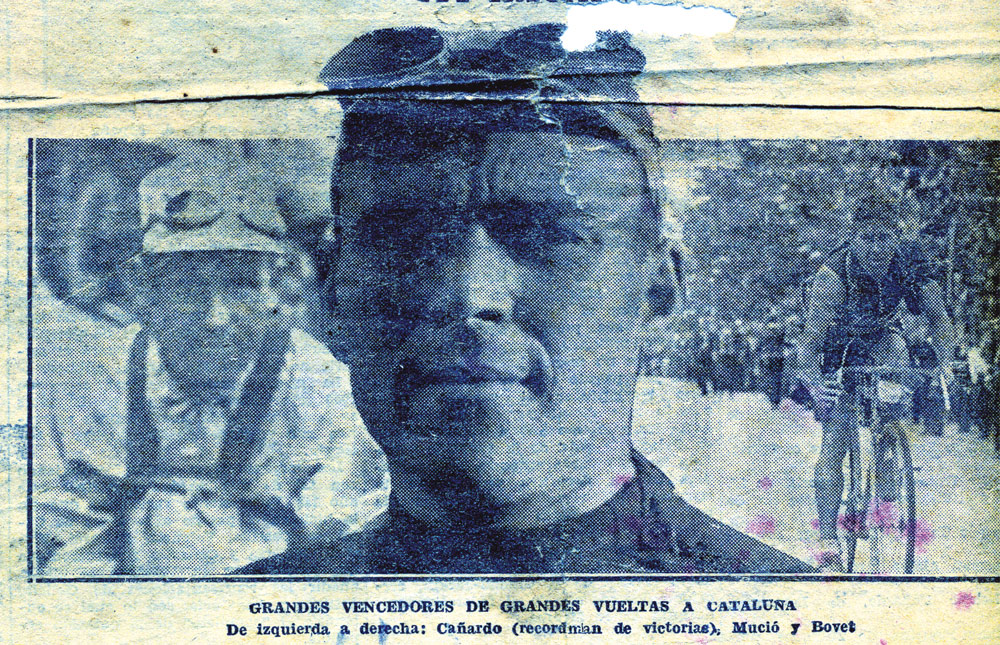
Miguel Mucio (1924)

Joseph Emmanuel Miquel „Miguel“ Mucio (* 3. Dezember 1902 in Barcelona; † 27. Mai 1945 im KZ Neuengamme) war ein spanischer Radrennfahrer und nationaler Meister im Radsport.

## Sportliche Laufbahn
Mucio (auch Muç Miquel Serret oder Miquel Mucio) war im Straßenradsport aktiv. 1923 wurde er Berufsfahrer und blieb bis 1936 als Radprofi aktiv. 1927 gewann er die nationale Meisterschaft im Straßenrennen. 1924 holte er den Gesamtsieg in der Katalonien-Rundfahrt vor Teodoro Monteys. Er gewann dabei zwei Etappen. 1925 gewann er erneut vor Jaime Janer und holte einen Etappensieg. 1926 wurde er Zweiter der Rundfahrt hinter Victor Fontan, 1929 erneut Zweiter. 1927 siegte er in der Vuelta a Asturias und gewann eine Etappe. Das Eintagesrennen Prueba Villafranca de Ordizia gewann er 1928 und 1929. Ab 1928 startete er für das französische Radsportteam Dilecta-Wolber.

## Politischer Aktivismus und Tod
Nach seiner sportlichen Laufbahn engagierte sich Mucio in sozialistischen bzw. kommunistischen Parteien. Während des Zweiten Weltkrieges war er Mitglied der französischen Résistance in Perpignan, wo er nach Beendigung seiner sportlichen Laufbahn 1929 lebte. Dort wurde er am 10. April 1944 von der Gestapo verhaftet und in das Konzentrationslager Neuengamme deportiert. Als die Alliierten am 2. Mai 1945 das mittlerweile von der SS verlassene Lager erreichten, war Mucio aus gesundheitlichen Gründen nicht transportfähig. Die weiter vorrückenden Alliierten ließen ihn in Obhut des weiterhin agierenden deutschen medizinischen Personals. Dieses vergiftete die Essensrationen für die hospitalisierten ehemaligen Gefangenen. Mucio starb am 27. Mai 1945.